# 윤예슬이
윤예슬이(1985년 ~)는 대한민국의 가수다. 2009년 몽실이 시스터즈 디지털 싱글 앨범 [사랑아]로 데뷔했다. 같은 해 Warmman, 감자 & Rimi의 The Santa Gang을 피쳐링했다.

## 방송
- 슈퍼스타K (시즌 1) (2009)

## 음반
- 우리 다시... (2012)
- 처음사랑 (2012)
- I Will (2018)
- 새우잠 (2018)

### 몽실이 시스터즈
- 사랑아... (드리밍 프로젝트 Vol.1) (2009)
- 눈물 뒤에 숨다 (Digital Single) (2010)
- Love Sign (Digital Single) (2010)
- 슈퍼스타K 2 (2010)

### WHY
- DON'T LET ME GO (2018)